# 董景中
董景中，山西太原人，明朝政治人物。举人出身。
永樂元年（1403年），參加癸未科鄉試中舉，后任醴泉縣訓導。